# Genetic hitchhiking
Il genetic hitchhiking (o hitchhiking effect, raramente tradotto in italiano con autostop genetico), in genetica di popolazione, è un processo in cui un allele neutrale o poco deleterio aumenta la sua frequenza nel pool genico non perché favorito dalla selezione naturale, ma perché in linkage (associazione genetica) con un altro locus sottoposto a selezione naturale.
Ne consegue che mentre l’allele associato all'allele favorevole può aumentare la sua frequenza fino ad arrivare a fissazione, le altre varianti alleliche tenderanno a diminuire la loro frequenza. In senso figurato, si può dire che l’allele sotto selezione porta con sé gli alleli vicini, da cui il nome hitchhiking (autostop). L’effetto combinato del genetic hitchhiking e della ricombinazione è noto come selective sweep.
L'hitchhiking si distingue dalla background selection in quanto questa avviene quando un allele diminuisce la sua frequenza perché associato ad un allele sotto selezione purificante.